# ULAS J013939.77+004813.8
2MASS J01393977+0048138 ist ein Brauner Zwerg im Sternbild Walfisch. Er wurde 2008 von Kuenley Chiu et al. entdeckt. Er gehört der Spektralklasse T7,5 an.